# Эскердинья (футболист, 2006)
Жуан Энрике Мендес да Силва (порт. João Henrique Mendes da Silva; родился 28 февраля 2006), более известный как Эскердинья (порт. Esquerdinha) — бразильский футболист, крайний защитник клуба «Флуминенсе».

## Клубная карьера
Воспитанник футбольной академии «Флуминенсе», за которую выступал с девяти лет. В марте 2022 года подписал свой первый профессиональный контракт с клубом до 2026 года с опцией выкупа в размере 70 млн евро. В основном составе бразильского клуба дебютировал 25 мая 2023 года в матче Кубка Либертадорес против боливийского клуба «Стронгест», проведя на поле все 90 минут.

## Карьера в сборной
В 2022 году дебютировал за сборную Бразилии до 17 лет.